# La Berrichonne (monument)
La Berrichonnne est la sculpture du monument aux morts de la commune de La Châtre dans le département français de l'Indre. Elle représente une paysanne en sabots qui se recueille la tête inclinée et les mains jointes, auprès des soldats morts pour la France. Elle est l'œuvre du sculpteur Ernest Nivet et fut inaugurée en 1923. Une lanterne des morts se dresse à coté. 

## Histoire
En octobre 1921, Albert Lambert, maire de La Châtre, signe un contrat avec Ernest Nivet, ancien élève d'Auguste Rodin et natif de Levroux (commune du même département), pour qu’il réalise la sculpture du monument aux morts que la ville prévoit d'ériger. Elle est livrée huit mois plus tard. Sa maquette avait été exposée en 1923 au salon des artistes français à Paris où elle avait obtenu une médaille d'or. Le monument est inauguré le 18 novembre 1923.
La femme d'affaires et philanthrope américaine Belle Skinner, qui appréciait cette sculpture, en fit réaliser une copie pour Hattonchâtel, une commune de la Meuse qui avait été détruite pendant la Première Guerre mondiale.   
Ernest Nivet, qui avait connu la guerre, sculptera ensuite d'autres monuments aux morts dans un esprit pacifique.